# Haplocanthosaurus
L'aplocantosauro (Haplocanthosaurus priscus) era un grande dinosauro erbivoro vissuto nel Giurassico superiore in Nordamerica.

## Sauropode primitivo
I resti di questo dinosauro sauropode (due scheletri incompleti) sono stati rinvenuti in Colorado e sono stati descritti da John Bell Hatcher nel 1903. Essi provengono dalla famosa Morrison Formation degli Stati Uniti occidentali, che ha restituito alla luce dinosauri ben più noti come Apatosaurus (=Brontosaurus), Diplodocus, Brachiosaurus, Camarasaurus, Stegosaurus e Allosaurus. Finora, però, non è stato rinvenuto alcuno scheletro completo appartenente a questa specie; sulla base delle vertebre e delle ossa delle zampe, però, i paleontologi hanno dedotto che questo gigante, lungo fino a 21,5 metri, doveva essere più primitivo dei suoi parenti diplodocidi e macronari. Per molto tempo, l'aplocantosauro è stato considerato un parente del sauropode arcaico Cetiosaurus dell'Europa. Le caratteristiche primitive dell'aplocantosauro riguardano soprattutto le vertebre, le cui espansioni superiori non erano biforcute come nella maggior parte degli altri sauropodi (Haplocanthosaurus vuol dire “lucertola dalla spina singola”). Il collo era però estremamente allungato, ed era dotato di ben 14 vertebre. Oggi i paleontologi pensano che Haplocanthosaurus possa essere molto vicino all'origine dei sauropodi di tipo evoluto. 

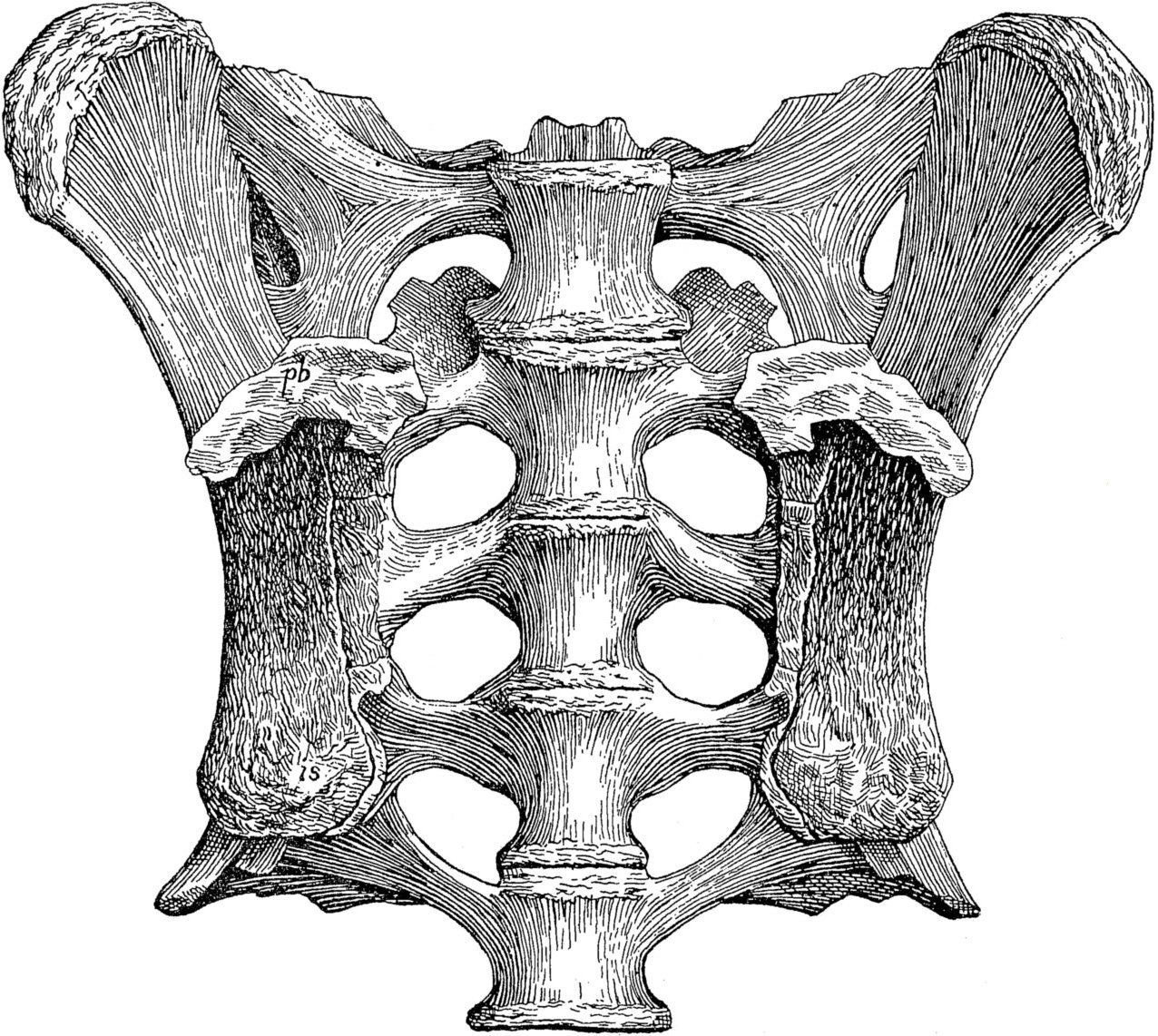
Osso sacro di Haplocanthosaurus priscus

## Habitat
L'aplocantosauro viveva nelle rigogliose pianure alluvionali del Nordamerica del Giurassico superiore (circa 150 milioni di anni fa), vagando probabilmente alla ricerca di cibo. Il lungo collo era forse tenuto in posizione obliqua, al contrario dei diplodocidi che lo tenevano in posizione orizzontale. Ciò suggerirebbe un diverso tipo di dieta per l'aplocantosauro, che poteva brucare le foglie degli alberi di media altezza.

## Un'altra specie?
Un grande scheletro parziale, malauguratamente sprovvisto di cranio, è stato descritto come Haplocanthosaurus delfsi; le caratteristiche, però, sembrerebbero differenziare questa forma da Haplocanthosaurus priscus abbastanza da poterla classificare in un genere a sé stante.